# Bonares
Bonares ist eine spanische Stadt in der Provinz Huelva in der Autonomen Region Andalusien. 2024 hatte die Gemeinde 6.153 Einwohner. Sie befindet sich in der Comarca El Condado.

## Geografie
Die Gemeinde grenzt an die Gemeinden Almonte, Lucena del Puerto, Niebla und Rociana del Condado.

## Geschichte
Der Ort wurde 1369 als Teil der Grafschaft Niebla gegründet und im 19. Jahrhundert zu einer unabhängigen Gemeinde.

## Sehenswürdigkeiten
- Kirche Nuestra Señora de la Asunción